# Odaii, Tulciîn
Odaii (în ucraineană Одаї) este un sat în comuna Dranka din raionul Tulciîn, regiunea Vinnița, Ucraina.

## Demografie
Componența lingvistică a localității Odaii
     Ucraineană (98,98%)
     Rusă (1,02%)
Conform recensământului din 2001, majoritatea populației localității Odaii era vorbitoare de ucraineană (98,98%), existând în minoritate și vorbitori de rusă (1,02%).